# Florian Rieder
Florian Rieder (16 maggio 1996) è un calciatore austriaco, centrocampista del WSG Tirol.

## Caratteristiche tecniche
È un centrocampista centrale.